# Geraldo Pegoraro
Geraldo Pegoraro (Morro Redondo, 5 de julho de 1933 — Canguçu, 27 de setembro de 2008) foi um líder sindical brasileiro.

## Biografia
Nasceu na antiga Vila de Morro Redondo, filho de Alexandre Pegoraro e Maria Leonora Formentin Pegoraro. Mudou-se para localidade de Ares Alegre, no Primeiro Distrito do município de Canguçu, terra que o adotou ao conceder-lhe o título de cidadão canguçuense.
No ano de 1960, matriculou-se no curso de Desenvolvimento de Comunidades, da Universidade Federal de Pelotas (UFPel).
Casou-se com Irene Carniato Pegoraro no dia 9 de junho de 1962. Teve três filhos: Carlos Eugênio Carniato Pegoraro, Augusto Eugênio Carniato Pegoraro e Alexandre Carniato Pegoraro. 
O sindicalista gaúcho atuou marcantemente junto à Frente Agrária Gaúcha (FAG), onde fundou sindicatos em todo estado do Rio Grande do Sul. Foi um dos fundadores e o 1º presidente eleito do Sindicato dos Trabalhadores Rurais de Canguçu, onde exerceu dois mandatos (1966-1971).
Assumiu também secretaria geral da Federação dos Trabalhadores na Agricultura do Rio Grande do Sul (FETAG/RS) nos anos de 1971, 1974 e 1986, além de exercer outros cargos na instituição. 
Foi vice-presidente da Confederação Nacional dos Trabalhadores na Agricultura (CONTAG). Ocupou a Delegacia do Instituto Nacional de Colonização e Reforma Agrária (INCRA) no Rio Grande do Sul.
Em 1977 exerceu funções na Secretaria do Trabalho e Ação Social do governo do estado do Rio Grande do Sul, estruturando o SINE na região sul do estado.
Fez parte, juntamente com Rosah Russomano, do Instituto Tancredo Neves, representando o Rio Grande do Sul na elaboração do anteprojeto da Constituição brasileira de 1988.
Pegoraro faleceu por problemas cardíacos, no dia 27 de setembro de 2008.
Em 9 de abril de 2013 foi aprovado, por unanimidade, pela Assembleia Legislativa do Rio Grande do Sul, projeto de lei que denominou como "Rodovia Geraldo Pegoraro" a ERS-265.